# カール・マイヤー (脚本家)
カール・マイヤー（Carl Mayer、1894年11月20日 – 1944年7月1日）は、オーストリアの脚本家。カール・メイヤーという日本語表記も見られる。
映画『カリガリ博士』(1920)、『フォーゲルエート城』(1921)、『最後の人』(1924)、 『タルチュフ』(1926)、『サンライズ』(1927)、『四人の悪魔』(1928)の脚本を執筆、または共同執筆した。
これらのほとんどはF・W・ムルナウ監督の作品である。

## 主な映画
- カリガリ博士(1920)[1]
- ゲニーネ(1920)[2]
- 裏階段（英語版）(1921)[2]
- 破片（英語版）(1921)[2]
- フォーゲルエート城（英語版）(1921)[2]
- 除夜の悲劇(1923)[3]
- 最後の人(1924)[4]
- タルチュフ（英語版）(1926)[2]
- 伯林 - 大都会交響楽(1927)
- サンライズ(1927)
- 四人の悪魔（英語版）(1928)[2]
- 女の心（英語版）(1931)[2]
- 旅愁（英語版）(1931)[2]
- 夢見る唇（英語版）(1932)[2]